# Grammy Award para Melhor Performance de Rap
O Grammy Award para Best Rap Performance é uma das categorias do Grammy Awards, cerimônia que premia as realizações na indústria musical. Foi entregue pela primeira vez em 1989 e novamente em 1990, quando a categoria foi dividida em duas:  Best Rap Solo Performance e Best Rap Performance by a Duo or a Group. Em 2012, devido a reestrutura das categorias do Grammy, ambas as categorias foram combinadas em uma novamente.
O primeiro prêmio foi entregue para DJ Jazzy Jeff & The Fresh Prince por "Parents Just Don't Understand". Os rappers Jay Z, Kanye West e Kendrick Lamar são os maiores vencedores da categoria, tendo vencido duas vezes cada.

## Vencedores e indicados
| Ano  | Artista                                        | Obra                            | Indicados | Ref.   |
| ---- | ---------------------------------------------- | ------------------------------- | --- | ------ |
| 1989 | DJ Jazzy Jeff & The Fresh Prince               | "Parents Just Don't Understand" | - J. J. Fad - "Supersonic" - Kool Moe Dee - "Wild Wild West"< - LL Cool J - "Going Back To Cali" - Salt-n-Pepa - "Push It" | [ 2 ]  |

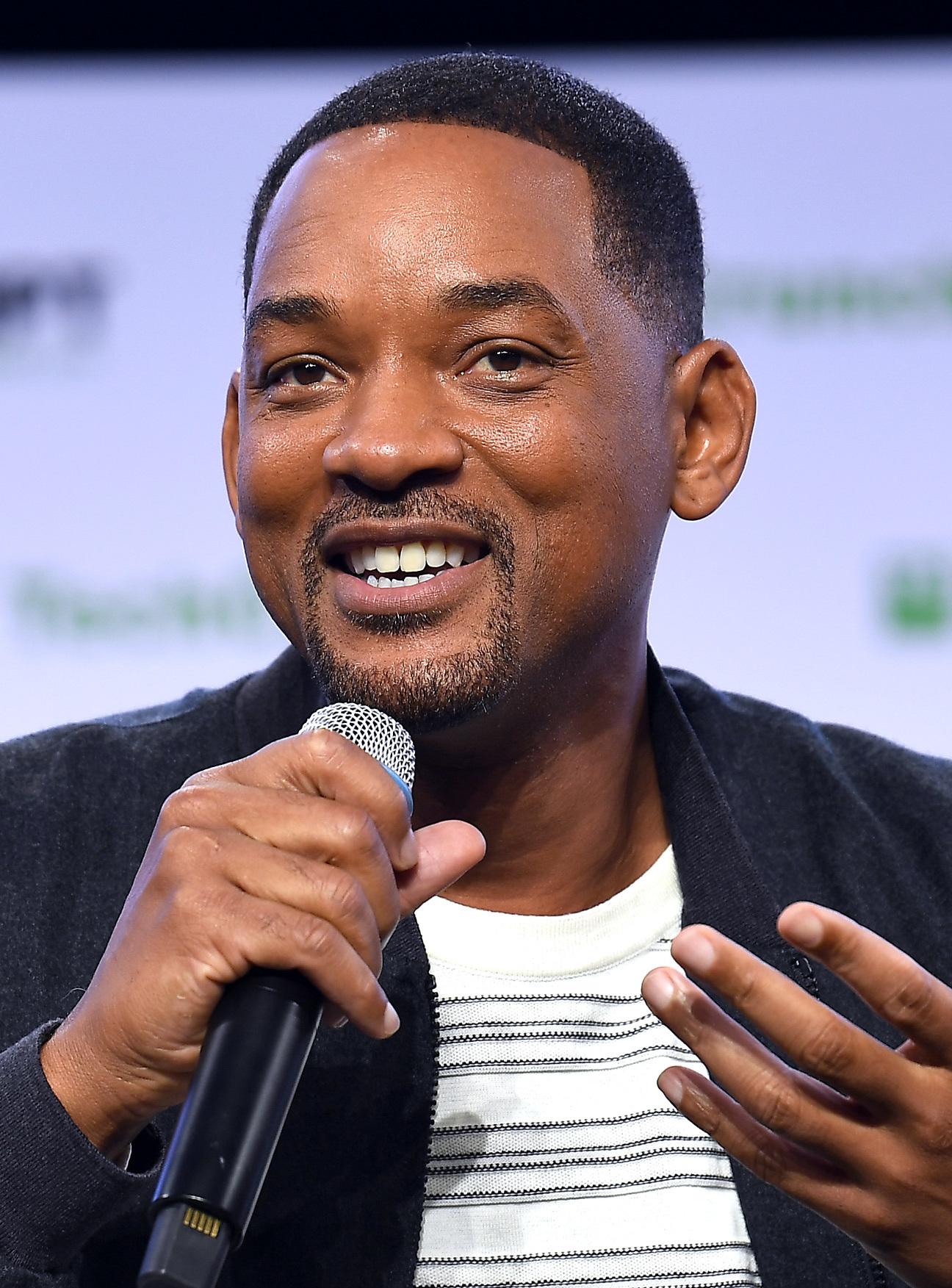
Will Smith foi o primeiro vencedor da categoria em 1992 como parte da dupla DJ Jazzy Jeff & the Fresh Prince.

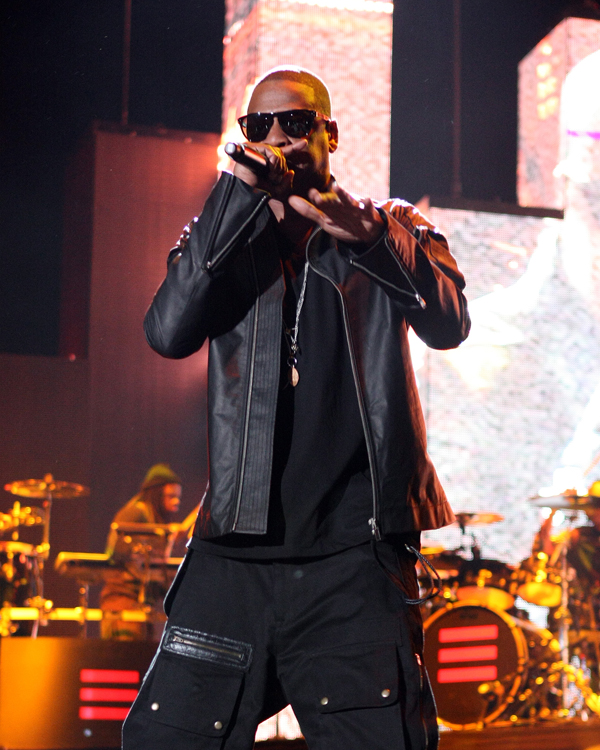
Jay-Z venceu a categoria em 2012 e 2013 por sua colaboração com Kanye West em "Otis" e "Niggas in Paris", respectivamente.

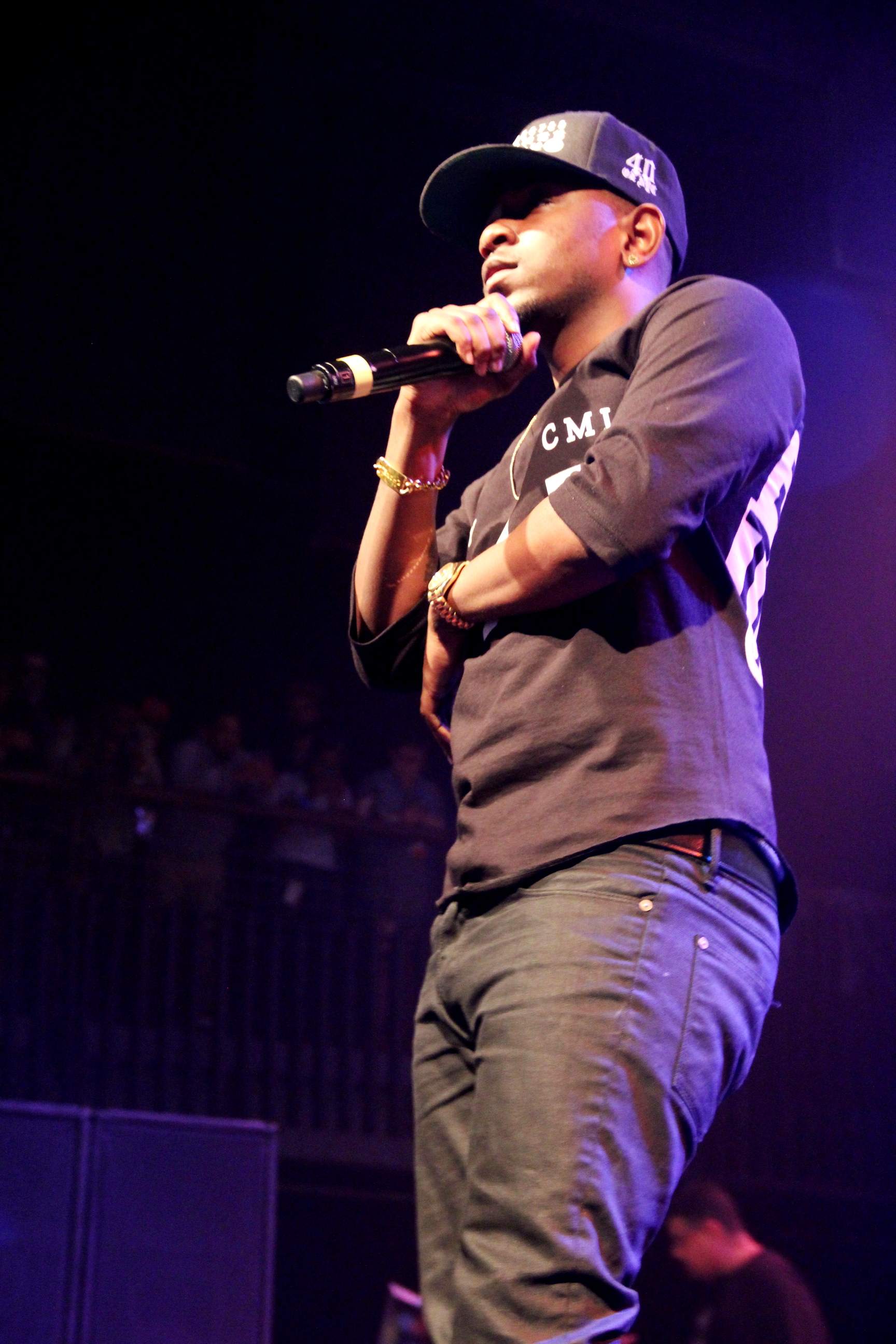
Kendrick Lamar possui 6 vitórias na categoria, a mais recente delas por "The Heart Part 5" em 2023.

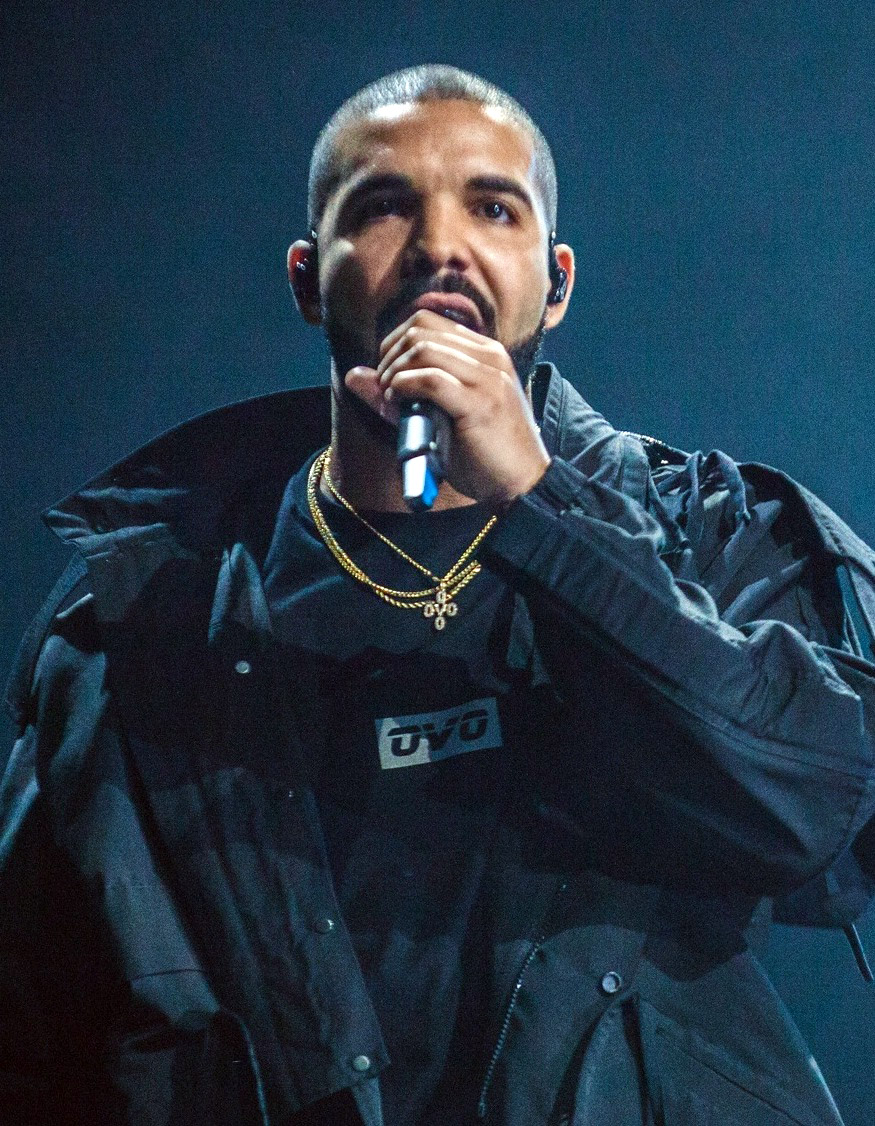
Drake possui 8 indicações na categoria, a mais recente em 2022 por "Way 2 Sexy".

| 1990 | Young MC                                       | "Bust a Move"                   | - De La Sou - "Me Myself and I" - DJ Jazzy Jeff & The Fresh Prince - "I Think I Can Beat Mike Tyson" - Public Enemy - "Fight To Power" - Tone Loc - "Funky Cold Medina"                                                          | [ 3 ]  |
| 2012 | Jay Z e Kanye West                             | "Otis"                          | - Chris Brown, Lil Wayne e Busta Rhymes - "Look at Me Now" - Lupe Fiasco - "The Show Goes On" - Nicki Minaj e Drake - "Moment 4 Life" - Wiz Khalifa - "Black and Yellow"                                                         | [ 4 ]  |
| 2013 | Jay Z e Kanye West                             | "Niggas In Paris"               | - Drake e Lil Wayne - "HYFR (Hell Ya Fucking Right)" - Nas - "Daughters" - Kanye West, Big Sean, Pusha T e 2 Chainz - "Mercy" - Young Jeezy, Jay-Z e André 3000 - "I Do"                                                         | [ 5 ]  |
| 2014 | Macklemore, Ryan Lewis e Wanz                  | "Thrift Shop"                   | - Drake - "Started From the Bottom" - Eminem - "Berzerk" - Jay Z - "Tom Ford" - Kendrick Lamar - "Swimming Pools (Drank)" | [ 6 ]  |
| 2015 | Kendrick Lamar                                 | "i"                             | - Childish Gambino - "3005" - Drake - "0 To 100 / The Catch Up" - Eminem - "Rap God" - Lecrae - "All I Need Is You" | [ 7 ]  |
| 2016 | Kendrick Lamar                                 | "Alright"                       | - J.Cole - "Apparently" - Drake - "Back To Back" - Fetty Wap - "Trap Queen" - Nicki Minaj, Drake e Lil Wayne - "Truffle Butter" - Kanye West, Theophilus London, Alan Kingdom e Paul McCartney - "All Day"                       | [ 8 ]  |
| 2017 | Chance, Lil Wayne e 2 Chainz                   | "No Problem"                    | - Desiigner - "Panda" - Drake e The Throne - "Pop Style" - Fat Joe, Remy Ma, French Montana e Infared - "All the Way Up" - Schoolboy Q. e Kanye West- "That Part"                                                                | [ 9 ]  |
| 2018 | Kendrick Lamar                                 | "HUMBLE."                       | - Big Sean – "Bounce Back" - Cardi B – "Bodak Yellow" - Jay-Z – "4:44" - Migos e Lil Uzi Vert – "Bad and Boujee" | [ 10 ] |
| 2019 | Anderson .Paak                                 | "Bubblin'"                      | - Cardi B – "Be Careful" - Drake – "Nice for What" - Travis Scott, Drake, Swae Lee e Big Hawk – "Sicko Mode" | [ 11 ] |
| 2019 | Kendrick Lamar, Jay Rock, Future e James Blake | "King's Dead"                   | - Cardi B – "Be Careful" - Drake – "Nice for What" - Travis Scott, Drake, Swae Lee e Big Hawk – "Sicko Mode" | [ 11 ] |
| 2020 | Nipsey Hussle                                  | "Racks in the Middle"           | - J. Cole – "Middle Child" - DaBaby – "Suge" - Dreamville, JID, Bas, J. Cole, EarthGang e Young Nudy – "Down Bad" - Offset e Cardi B – "Clout"                                                                                   | [ 12 ] |
| 2021 | Megan Thee Stallion e Beyoncé                  | "Savage"                        | - Big Sean e Nipsey Hussle – "Deep Reverence" - DaBaby – "BOP" - Jack Harlow – "Whats Poppin" - Lil Baby – "The Bigger Picture" - Pop Smoke – "Dior"                                                                             | [ 13 ] |
| 2022 | Baby Keem e Kendrick Lamar                     | "Family Ties"                   | - Cardi B – "Up" - J. Cole, 21 Savage e Morray – "My Life" - Drake, Future e Young Thug – "Way 2 Sexy" - Megan Thee Stallion – "Thot Shit"                                                                                       | [ 14 ] |
| 2023 | Kendrick Lamar                                 | "The Heart Part 5"              | - DJ Khaled, Rick Ross, Lil Wayne, Jay-Z, John Legend e Fridayy – "God Did" - Doja Cat – "Vegas" - Gunna, Future e Young Thug – "Pushin P" - Hitkidd, GloRilla – "F.N.F. (Let's Go)"                                             |        |
| 2024 | Killer Mike André 3000 Future Eryn Allen Kane  | "Scientists & Engineers"        | - Baby Keem e Kendrick Lamar – "The Hillbillies" - Black Thought – "Love Letter" - Drake e 21 Savage – "Rich Flex" - Coi Leray – "Players"                                                                                       | [ 15 ] |
| 2025 | Kendrick Lamar                                 | "Not Like Us"                   | - "Asteroids" – Rapsody com part. de Hit-Boy - "Carnival" – ¥$ (Kanye West e Ty Dolla Sign) com part. de Rich the Kid e Playboi Carti - "Like That" – Future e Metro Boomin com part. de Kendrick Lamar - "Yeah Glo!" – Glorilla | [16]   |